# Hanns-Stephan Haas
Hanns-Stephan Haas (* 29. Dezember 1958) ist ein deutscher Theologe, Hochschullehrer und war von 2008 bis 2021 Vorstandsvorsitzender der Evangelischen Stiftung Alsterdorf in Hamburg. Seit April 2022 leitet er das Zukunftsprozessteam der Evangelisch-lutherischen Landeskirche Hannovers.

## Leben
Hanns-Stephan Haas studierte evangelische Theologie in Wuppertal, Tübingen, Erlangen und Lund. Sein Vikariat absolvierte er in einem Vorort von Mülheim an der Ruhr. Anschließend war Haas Pfarrer an der Kreuzkirche in Bonn und zuletzt Studieninspektor am Adolf-Clarenbach-Haus in Bonn, während dessen er 1990 auch an der Universität promovierte. 1990 wurde er Pfarrer der Gnadenkirche in Rheinbach. Er erhielt seine Professur Mitte der 1990er Jahre an der Evangelischen Fachhochschule Hannover. Von 1999 an leitete er die Bundesakademie für Kirche und Diakonie in Berlin und war zugleich Vorstandsvorsitzender der Führungsakademie für Kirche und Diakonie in der Hauptstadt. In dieser Zeit absolvierte er ein MBA-Studium mit Schwerpunkt General Management und Betriebswirtschaftslehre an der Universität St. Gallen. 2005 war Haas Gründungsrektor der Fachhochschule der Diakonie in Bielefeld. 2006 habilitierte er sich an der Kirchlichen Hochschule Bethel, wo er seitdem als Privatdozent Systematische Theologie und Diakoniewissenschaft lehrt. 2008 übernahm er die Leitung der Evangelischen Stiftung Alsterdorf in Hamburg. Das Amt als 
Vorstandsvorsitzender legte er zum 31. Januar 2021 nieder. Seit April 2022 leitet er das Zukunftsprozessteam der Evangelisch-lutherischen Landeskirche Hannovers.
Hanns-Stephan Haas ist in zweiter Ehe verheiratet und hat fünf Kinder.

## Werke

### Theologische Schriften (Auswahl)
- "Bekannte Sünde": eine systematische Untersuchung zum theologischen Reden von der Sünde in der Gegenwart (Neukirchener Beiträge zur systematischen Theologie; Bd. 10), Dissertation Universität Bonn 1990, Neukirchen-Vluyn 1992, ISBN 3-7887-1409-3
- mit Elena Campos, Christine Freytag, Anja Marwede, Volker Jörn Walpuski: Diakonat und Gefangenenseelsorge. Zu einer möglichen Berufsperspektive für Diakoninnen und Diakone (Quellen und Forschungen zum evangelischen sozialen Handeln, 11), Hemmingen, ISBN 978-3-928488-12-9.
- Glaube gibt zu denken: Theologie verständlich, Lutherisches Verlagshaus, Hannover 1999, ISBN 3-7859-0779-6
- Diakonie Profil: zwischen Tradition und Innovation, Gütersloher Verlagshaus, Gütersloh 2004, ISBN 3-579-05307-8
- Theologie und Ökonomie: ein Beitrag zu einem diakonierelevanten Diskurs, Habilitationsschrift, Gütersloher Verlagshaus, Gütersloh 2006, ISBN 978-3-579-05311-0
- Theologie und Ökonomie: Management-Modelle – theologisch-ökonomische Grundlegung – Diskurspartnerschaft, Kohlhammer, Stuttgart 2010, ISBN 978-3-17-020974-9

### Kriminalroman
- Handicap mit Todesfolge, Friedrich Wittig Verlag, Kiel 2015, ISBN 978-3-8048-4512-1.